# Niskajärvi (Karesuando socken, Lappland)
Niskajärvi är en sjö i Kiruna kommun i Lappland och ingår i Torneälvens huvudavrinningsområde. Sjön har en area på 0,0753 kvadratkilometer och ligger 429,9 meter över havet.

## Delavrinningsområde
Niskajärvi ingår i det delavrinningsområde (758052-177735) som SMHI kallar för Ovan 757970-177921. Medelhöjden är 446 meter över havet och ytan är 16,65 kvadratkilometer. Det finns inga avrinningsområden uppströms utan avrinningsområdet är högsta punkten. Luongasjoki som avvattnar avrinningsområdet har biflödesordning 4, vilket innebär att vattnet flödar genom totalt 4 vattendrag innan det når havet efter 418 kilometer. Avrinningsområdet består mestadels av skog (65 procent) och sankmarker (30 procent). Avrinningsområdet har 0,94 kvadratkilometer vattenytor vilket ger det en sjöprocent på 5,6 procent.